# Reda Taliani
Réda Taliani (en arabe : رضى الطلياني), de son vrai nom Réda Tamni est un chanteur de raï et musicien algérien, né le 11 janvier 1980 à El-Biar près d’Alger. Il a grandi à Koléa, commune de la Wilaya de Tipaza.

## Biographie

### Jeunesse et carrière
Réda Taliani est né dans la commune de El Biar près d'Alger le 11 janvier 1980. À l'âge de 5 ans, il poursuit une formation musicale au conservatoire de la musique arabo-andalouse de Koléa où il se met à l'étude de la mandoline et à d'autres instruments de musique.
Les chanteurs et musiciens qui l'influencent le plus sont Cheb Khaled, George Wassouf, Santana, Bob Marley, Alpha Blondy, sans oublier Cheb Hasni, considéré comme le roi de la chanson sentimentale algérienne, qui sont ses chanteurs de référence. Il suit l'influence de la modernité de la chanson algérienne et du raï qu'il considère comme très riche dans sa diversité.
La musique de Reda Taliani allie chaâbi, raï et d'autres styles musicaux traditionnels du Maghreb, dans plusieurs de ses chansons il décrit la triste réalité des jeunes en Algérie. Ses chansons expriment des textes fort au point où certains polémistes en mal de critiques qualifient « d'excessifs et menant au suicide des jeunes » certaines de ces chansons.
Il a été révélé aux yeux de la scène Rap-R'n'B Française avec Partir loin avec le 113 mais aussi dans rai'nb fever 2 avec la chanson Cholè cholè pour laquelle il reçoit un disque de platine. Il collabore avec des artistes de rap comme Rim'K du 113 mais aussi avec Dj Kore et Bellek.
En 2013, il réalise son video clip "Va Bene Ya Khouti Va Bene" à Casablanca, puis il re-fait le clip en 2014 en compagnie du rappeur français La Fouine.

## Discographie
- Bora Bora Feat Zaki Sp
- Ache dani elwahd tayra (2000)
- Joséphine (2004)
- Partir loin (avec le groupe de rap 113 dans 113 Degrés)
- Bahr el Ghadar
- Dis moi
- Loumima
- khobz dar
- Les algériens des kamikazes
- El moudja li datou
- Cholé Cholé (avec le groupe Rappeurs d'Instinct), 2006
- Les algériens rassa
- Mon cœur n'aie pas peur
- Taaya Tebghini
- Famille nombreuse feat rim'k et 113
- Dubai by Night (Fiesta) Feat K2Rim.
- 113 feat Réda Taliani - Celebration(remix)
- Sniper feat Réda Taliani - Arabia
- Grand Corps Malade feat Reda Taliani - Inch' Allah
- Reda Taliani Feat La Fouine Va Bene
- Merdi l'amour (2015)
- Mafiouzi (2016)
- Bye bye feat Master Sina (tunisien) (2016)
- Mucho caliente feat Daly Taliani (2017)
- Sbaglia Paga feat Daly Taliani (2017)
- Omri (2017)
- Double Face (2018)
- Entre elle et moi feat Nej' (2019)